# قدمغاه (أذر شهر)
قدمغاه هي قرية في مقاطعة أذر شهر، إيران. عدد سكان هذه القرية هو 589 في سنة 2006.